# Babymetal
Babymetal (psáno jako BABYMETAL) je japonská kawaii metalová vokální a taneční skupina, kterou tvoří tři dívky Suzuka Nakamoto (SU-METAL), Momoko Okazaki (MOMOMETAL) a Moa Kikuchi (MOAMETAL). Skupina je spravována talentovou agenturou Amuse Inc.

## Historie
Skupina byla původně založena jako podskupina ženské idolové skupiny Sakura Gakuin s konceptem „fúze metalu a idolové hudby“.
Ani jedna ze tří členek před zrodem skupiny neznala metalovou hudbu.
První indie CD singl nazvaný „BABYMETAL × Kiba of Akiba“ se umístil na 3. místě v indie žebříčku prodávanosti Oriconu a na 1. místě týdenního indie žebříčku obchodu Tower Records Shibuya. Debutový major singl skupiny s názvem „Ijime, Dame, Zettai“ prodal v průběhu prvního týdne 19 000 kusů a debutoval na 6. příčce týdenního žebříčku singlů Oriconu.
Na jaře roku 2013 Suzuka Nakamoto ukončila nižší střední školu a musela vystoupit ze skupiny Sakura Gakuin (která se skládá z dívek ve věku do ukončení nižší střední školy). Jejich management se však rozhodl, že BABYMETAL se nerozpadne, ale bude pokračovat jako skupina.
Skupina vydala svůj další singl nazvaný „Megitsune“ ve středu 19. června.
20. listopadu 2013 BABYMETAL vydali své první živé DVD/Blu-ray. Disk obsahoval tři různé koncerty. Blu-rayová verze debutovala na sedmém místě týdenního žebříčku Blu-Rayuv Oricon (a na druhém místě hudebních Blu-rayuv).
Ve dnech 10. a 11. srpna 2013 vystoupila skupina na rockovém festivalu Summer Sonic 2013, který se konal v Tokiu a Ósace, a na jejich koncert se přišli podívat i členové Metallicy. Bylo to jejich druhé vystoupení na tomto festivalu; v roce 2012 byly s průměrným věkem 12 let nejmladší, kdo zde vystupoval. Později, v říjnu 2013, se členky staly nejmladšími umělci v historii festivalu heavy metalové hudby Loud Park. V listopadu 2013 skupina vydala promoční video pro japonskou premiéru filmu Metallicy Through the Never.
26. února 2014 skupina vydala své první album, s názvem BABYMETAL. Album obsahuje 13 skladeb. Existuje i limitovaná edice, která obsahuje DVD s videoklipy a záznamy vystoupení. Album bylo velmi kladně přijato kritikou.
Během prvního týdne v Japonsku se prodalo více než 37 000 kopií a album debutovalo na 4. místě v hitparádě Oriconu a na 2. místě v japonské hitparádě Billboardu. Album se také umístilo na 187. pozici hitparády Billboard 200 ve Spojených státech amerických.
Začátkem března 2018 skupina uspořádala dvoudenní koncert v Budokanu. Na prvním koncertu skupina oznámila svoje evropské turné, které je naplánováno na léto. Navíc se skupina aktuálně připravuje na své debutové vystoupení ve Velké Británii, na hudebním festivalu Sonisphere 2014 v Knebworth Parku. Mají hrát na hlavním pódiu (na Apollo Stage) 5. července.
V říjnu 2018 Yuimetal opustila skupinu ze zdravotních důvodů, její poslední koncert byl Big Fox Festival in Japan at Osaka-Jo hall 15. října 2017. Její odchod ze skupiny nahradily Riho Sayashi, Kano Fujihira a Momoko Okazaki, která se také 1. dubna 2023 stala trvalou členkou.

## Hudební styl
Hudební vydavatelství skupiny definuje jejich styl jako „kawaii metal“, což má znamenat „fúzi idolové hudby a heavy metalu“. BABYMETAL je považován za vynálezce tohoto žánru (konkrétně to byl jejich producent Kobametal).

## Členky
| Jméno     | Nástroj             | Reálné jméno                  | Datum narození a věk       | Prefektura původu |
| --------- | ------------------- | ----------------------------- | -------------------------- | ----------------- |
| SU-METAL  | hlavní vokál, tanec | Suzuka Nakamoto (中元 すず香) | 20. prosince 1997 (27 let) | Hirošima          |
| MOMOMETAL | vokál, tanec        | Momoko Okazaki (岡崎百々子)   | 3. března 2003 (20 let)    | Fukuoka           |
| MOAMETAL  | vokál, tanec        | Moa Kikuchi (菊地 最愛)       | 4. července 1999 (26 let)  | Aiči              |

## Diskografie

### Studiová alba
- Babymetal (2014)
- Metal Resistance (2016)
- Metal Galaxy (2019)
- The Other One (2023)
- Metal Forth (2025)

### Singly
- „Babymetal × Kiba of Akiba“ (2012)
- „Headbangeeeeerrrrr!!!!!“ (2012)
- „Ijime, Dame, Zettai“ (2013)
- „Megitsune“ (2013)
- „PA PA YA!!“ (2019)
- „Babymetal x Electric Callboy - RATATATA“ (2024)

### DVD singly
- „Doki Doki Morning“ (2011, Jūonbu Records)